# Чугуїв
Чугу́їв — місто на Харківщині, розташоване над річкою Сіверський Донець, районний центр Харківської області.

## Назва
Походження назви Чугуїв достеменно невідомо. Перші згадки про Чугуїв відносяться до часів московського царя Федора Івановича (1557—1598 рр.), де згадується Чюгуєво городище на Донці, без будь-яких пояснень щодо походження назви. Оскільки ця місцевість протягом століть належала до зони розселення тюркомовних племен (хозарів, печенігів, половців, монголів та кримців), то найімовірнішою є версія про походження з тюркських мов.
За розповсюдженою з XVIII ст. легендою, місто отримало назву від антропоніма «чуга», що означає вузький каптан з короткими рукавами, себто територія нинішнього Чугуєва і називалася Чугою, що означало — тут живуть люди, які носять чугу. Річ у тім, що у XVIII столітті у слободі Осинівка оселилися калмики, які носили свій національний одяг. Свого часу це знайшло відображення навіть у гербі Чугуєва: «Населені сюди з калмицької орди козаки були одягнені в калмицькі чуги, через що місто почали називати Чугуїв». Але це не більше ніж легенда, враховуючи те, що назва Чугуїв з'явилася мінімум за 100 років до появи у цих місцевостях калмиків.
У роки радянської влади була спроба надати місту «меморіальну» назву Фрунзе, яка не прижилася і відразу була замінена історичним ойконімом Чугуїв.

## Географія
Місто Чугуїв розміщене на правому березі річки Сіверський Донець:
- вище за течією на відстані 2 км розташоване смт. Кочеток,
- нижче за течією на відстані 4 км розташоване смт. Есхар,
- на протилежному березі — смт. Малинівка і село Клугино-Башкирівка.

Містом протікає пересихаюча річка Чугівка, права притока Сіверського Дінця.
Через місто проходять автомобільні дороги М03, Т 2111 і Н26. Поруч проходить залізниця, станція Чугуїв.
Відстань до облцентру становить близько 20 км і проходить автошляхом E40.

## Загальні відомості
З високої гори у центрі міста відкривається багатокілометрова панорама лісів, сіл, доріг. Разом з тим наявність глибоких ярків дозволило у XVII столітті спорудити тут неприступну фортецю. Майже 400 років Чугуїв був військовим містечком. З першої половини XIX століття він став центром військових поселень, про що свідчить план вулиць, будівель того часу. Збереглись споруджені тоді міцні будівлі військового і цивільного призначення. Завдяки їм центральна площа міста стала музеєм історичної архітектури.
Поблизу Чугуєва є потужна теплова електростанція «Есхар». Це ще й улюблене місце відпочинку харків'ян, спортсменів. На теплій воді місцевої затоки можна тренуватись у веслуванні до настання морозів.
Неподалік від Чугуєва в урочищі «Фігуровка» побудовано багато баз відпочинку. Серед них — спортивно-оздоровчий табір «Політехнік» Національного технічного університету «ХПІ». Густий нескінченний сосновий ліс, чисте повітря, тиша, спокійна річка приваблюють не одне покоління студентів, викладачів, дорослих та дітей.
Станом на лютий 2024 р. у місті проживали понад 30 тисяч осіб.

## Історія

### Чугуївське городище
Д. Багалій і Д. Міллер вважали, що місцевість, де згодом був заснований сучасний Чугуїв, до XIII століття належала Переяславському і Чернігівському князівствам, а на місці Чугуєва в давнину існувало місто.
У московських документах XVI століття згадується Чугуївське або Чугуєве городище, як залишки («пам'ятник») міста, яке існувало з давніх, але невідомих часів.
Проведені на Чугуївському городищі археологічні дослідження в 1996, 2005—2007, 2009 рр. встановили що воно було створене в VIII—IX ст. ранньосередньовічним населенням Салтівської археологічної культури, що представляла в історичному відношенні Хозарський каганат. Відмічені окремі знахідки золотоординського часу. Інші, раніше теоретично передбачувані культурні відкладення (скіфські, ранньослов'янські, давньоруські) на пам'ятнику відсутні.

### Заснування міста
Деякі дослідники з XVIII—XIX ст., посилаючись на недоступні зараз джерела, вказували на заселення Чугуєва у 1613 році та 1626 році. Скоріше за все, поселенці тих часів, якщо і намагалися тут оселитися, то не змогли закріпитися на цьому місці.
У 1638 році в долині річки Сіверський Донець з'явилися загони бунтівних запорізьких козаків на чолі з гетьманом Яковом Остряницею, які після поразки під Жовнином шукали прихистку від переслідуючих їх польських військ та потребували земель для початку нового життя. Московський цар Михайло Федорович, який потребував захисту своїх південних земель від поляків та кримців, згодився прихистити втікачів та 10 серпня 1638 року надав грамоту на поселення та побудову фортеці на Чугуєвому городищі. Для прискорення будівництва фортеці до Чугуєва були направлені московські служиві люди. Чугуївська фортеця була побудована на залишках середньовічних укріплень за типовим планом московських оборонних споруд.
Серед перших поселенців були: гетьман Яків Остряниця з сином, осавул, писар, 10 сотників, 20 п'ятдесятників, 102 десятники, 887 козаків, 2 попів білоруських та 12 дітей боярських кормових. З ними також були дружини та діти, але їхня кількість невідома.
Чугуїв відразу був поліетнічним поселенням. За кілька років сюди переселили ще 400 стрільців і козаків, а в 1696 — півтори тисячі калмиків. Тут зоставалися полонені вихідці з Пруссії (в часи Семирічної війни) і каторжники. Довгий час чугуївців навіть називали «зведенцями» — людьми, прибулими з різних місць.
Поблизу міста розбивається «царів виноградний сад» на 5 000 десятинах землі і організовуються мисливські угіддя, багаті на дичину. Виростають шовковичні плантації — найтонший шовк з чугуївських коконів поставлявся до царського двору. Як і мед з державних пасік, фаетони та коляски, виготовлені чугуївськими майстрами.

### XVII—XXI століття

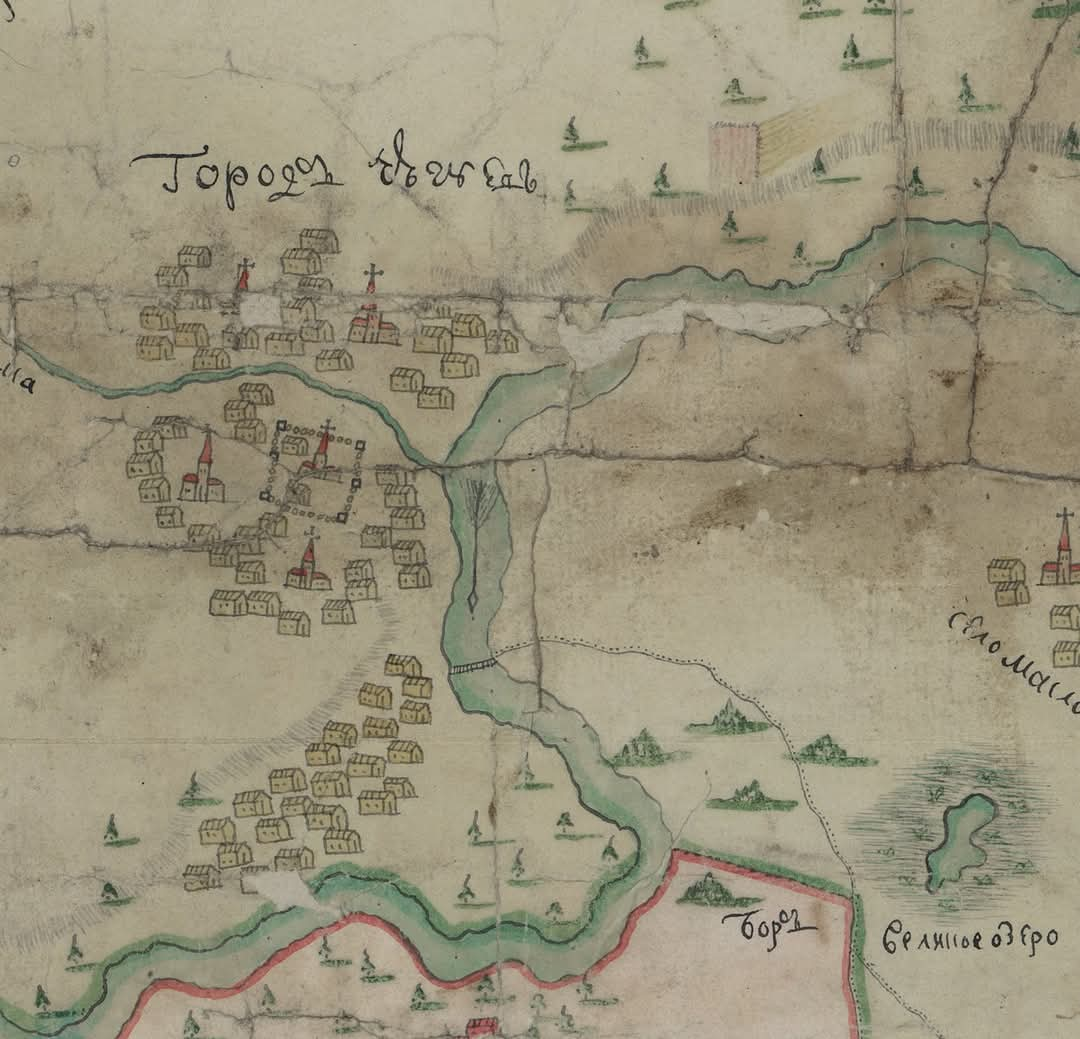
Мапа Чугуєва 1730 року

Мапа Чугуєва 1852 року

З 1780 року — місто, 1817—1857 один з центрів військових поселень. 1819, за доби Аракчеєвщини, у місті вибухнуло повстання Чугуївського полку, жорстоко придушене владою. З 1857 — заштатне містечко Зміївського повіту Харківської губернії. В кінці ХІХ ст. через місто пролягла залізниця, яка сприяла перетворенню міста на промисловий центр.
До військових поселян належала й сім'я Рєпіних. Батько майбутнього великого живописця, який прославив рідне місто, Юхим Васильович Рєпін, служив рядовим Чугуївського уланського полку, гідно виконував свої обов'язки, мав бойові нагороди, бував у складі Чугуївського полку в Персії, Туреччині, Молдавії, на Кавказі, в Криму. Так пробігли 27 років військової служби. Господаркою вдома була мати, Тетяна Степанівна, жінка вольова, розумна й дуже добра. Під час походів полку, за відсутністі чоловіка, вона несла на своїх плечах всі турботи, виконувала державні повинності, шила кожухи на замовлення, виховувала чотирьох дітей. На її могилі в Чугуєві тепер стоїть пам'ятник, виконаний за ескізами Іллі Юхимовича Рєпіна.
Від часу призначення міста центром військових поселень Чугуїв почав швидко змінювати своє обличчя й планування. Виноградники, яблуневі та вишневі сади вирубувались, зносились мазанки під солом'яною стріхою. На їх місці на Дворянській вулиці зводились офіцерські особняки, склади, школа кантоністів (дітей військових поселян). На вулицях Солдатській, Миколаївській, Микитівській виростали, як гриби, одноповерхові кам'яні будиночки військових поселян з трьома вікнами на вулицю й з трикутним фронтоном, настільки подібні, що, як жартував І. Рєпін, навіть голуби часто помилялися двором. Будинки (кожен окремо — пункт оборони) з'єднувалися між собою цегляними мурами, внизу з нішами, які могли використовуватись як бійниці. В одному з таких лінійних будиночків, де жили Рєпіни, було відкрито художньо-меморіальний музей І. Рєпіна. Відкриття відбулося в 1969 році, в дні святкування 125-річчя з дня народження майстра живопису. В музеї експонується кілька робіт великого художника, є меморіальні раритети, відновлено вітальню Рєпіних. Музей дає уявлення про життя військових поселян Чугуєва. У 1819 році центральна площа Чугуєва стала місцем розправи над мешканцями військових поселень. Підневільність нового життя, зміни господарського побуту, остаточне скасування старих привілеїв чугуївського козацтва призвели до повстання. Повстанці рішуче заявляли про своє небажання бути військовими поселенцями, вимагали повернення земель, відрізаних у них під час організації військових поселень, відмовлялися виконувати повинності, нищили ліс та сіно, виганяли вахмістрів тощо. Повстання охопило територію, де проживало понад 28 тисяч осіб, військові поселення Вовчанська, Змієва, Базалевки, Гракова, Печеніг і загрожувало перекинутись на інші губернії Росії. Урядові війська придушили заколот, було заарештовано 2003 учасники повстання, в тому числі й офіцерів, 275 осіб підпало під смертну кару, 12 тисяч отримали удари шпіцрутенами. Карними акціями керував сам Аракчеєв.
1897 мало 12600, 1926 — 14400, 1974 — 26000 мешканців; характер міста хліборобсько-ремісничо-торговельний. Теперішня промисловість міста: заводи паливної апаратури, ремонтний, дослідний точного устаткування, «Гідрозалізобетон», будівельних матеріалів; меблевий комбінат, цех мистецької вишивки, харчова промисловість. У 2006 було 34000 мешканців.

### Російсько-українська війна

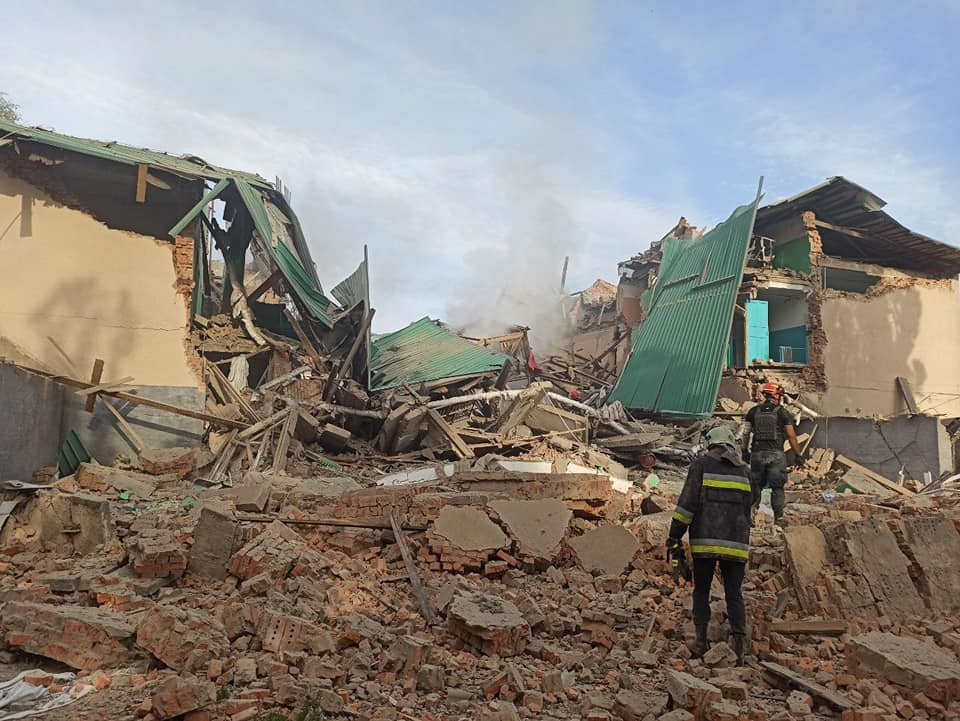
Чугуївський будинок культури після російського обстрілу 25 липня 2022 року

З 24 лютого 2022 року, в ході повномасштабного російського вторгнення в Україну, місто зазнає обстрілів з боку російських окупантів.
19 липня 2024 року російські війська обстріляли центральну частину міста.
18 липня 2025 року, близько 04:40, російські окупанти завдали удар по одному з житлових мікрорайонів міста. Пошкодженні житлові будинки, дільниця сімейного лікаря та заклад освіти, є поранені серед місцевого населення.

## Економіка
- Чугуївський авіаційний ремонтний завод — ремонт авіатехніки. В 2011 році на цьому заводі був створений БПЛА «Стрепет».
- Чугуївський м'ясокомбінат.
- Чугуївський олійноекстракційний завод — виробництво сонячної олії та шроту.
- Чугуївський молокозавод.
- ТОВ «ЕкоІнвест» — підприємство Промислової групи «Екотон», виробник обладнання для очищення стічних вод.
- ТОВ «Чугуївський завод паливної апаратури»

## Населення

### Національний склад
Розподіл населення за національністю за даними перепису 2001 року:
| Національність  | Відсоток |
| --------------- | -------- |
| українці        | 54,62 %  |
| росіяни         | 42,83 %  |
| білоруси        | 0,67 %   |
| грузини         | 0,35 %   |
| вірмени         | 0,33 %   |
| азербайджанці   | 0,14 %   |
| євреї           | 0,10 %   |
| татари          | 0,10 %   |
| інші/не вказали | 0,86 %   |

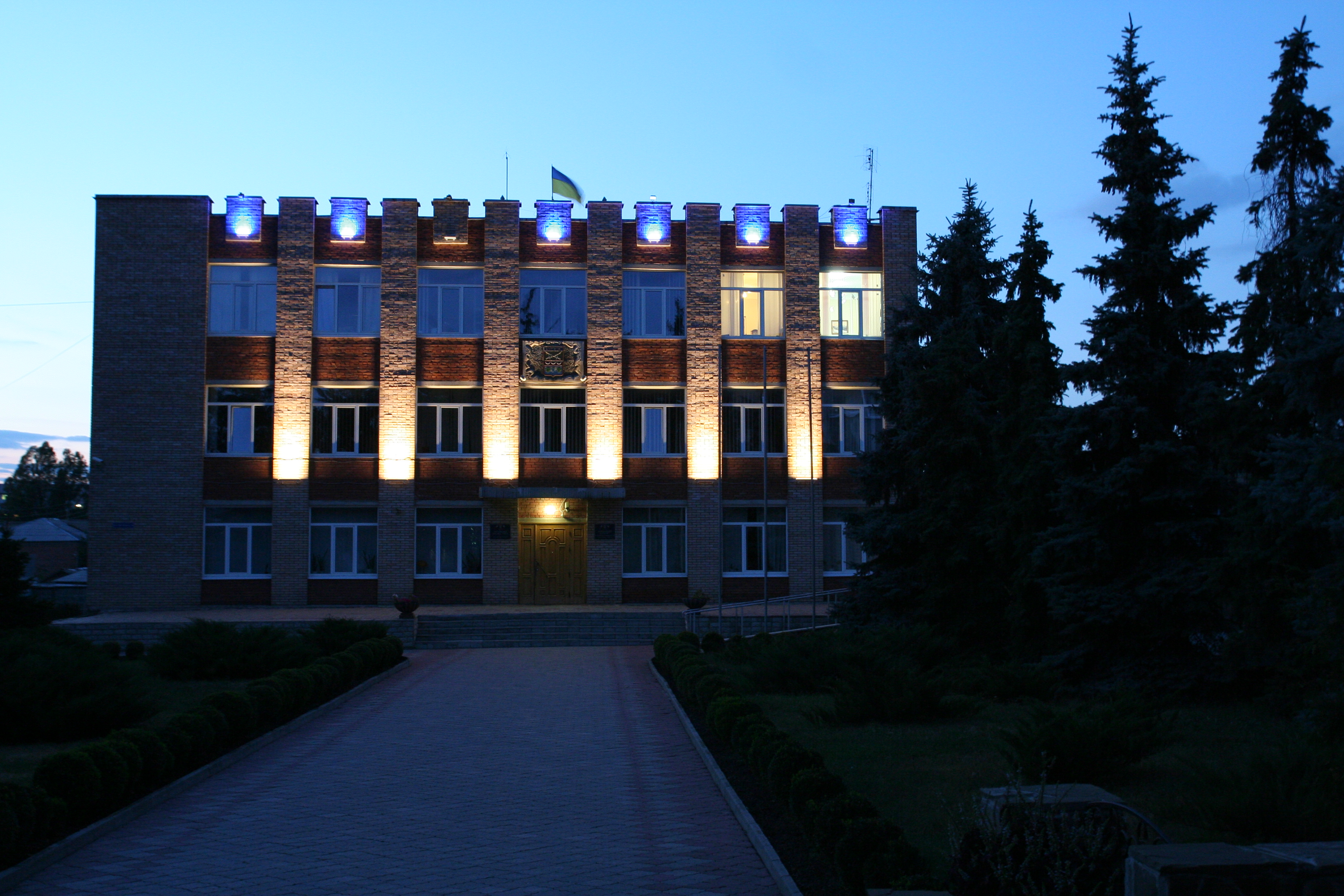
Міська рада

За даними перепису населення 2001 року проживали 36438 осіб. Рідною мовою назвали:
| Мова       | Кількість осіб | Відсоток |
| ---------- | -------------- | -------- |
| російська  | 25368          | 69,62 %  |
| українська | 10767          | 29,55 %  |
| вірменська | 62             | 0,17 %   |
| білоруська | 40             | 0,11 %   |
| молдовська | 4              | 0,01 %   |
| болгарська | 4              | 0,01 %   |
| інші       | 193            | 0,53 %   |

## Історико-культурна спадщина

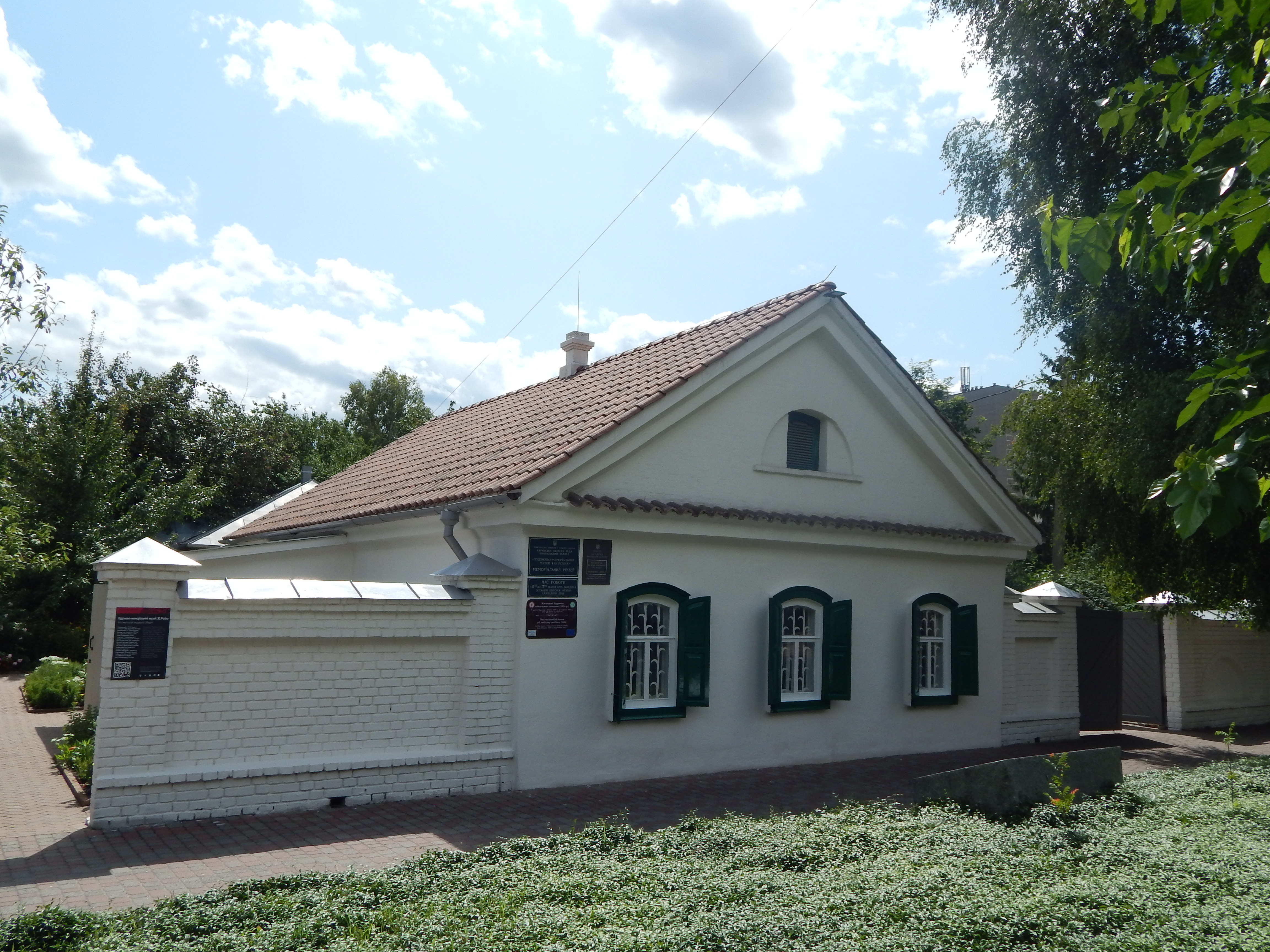
Будинок Іллі Рєпіна

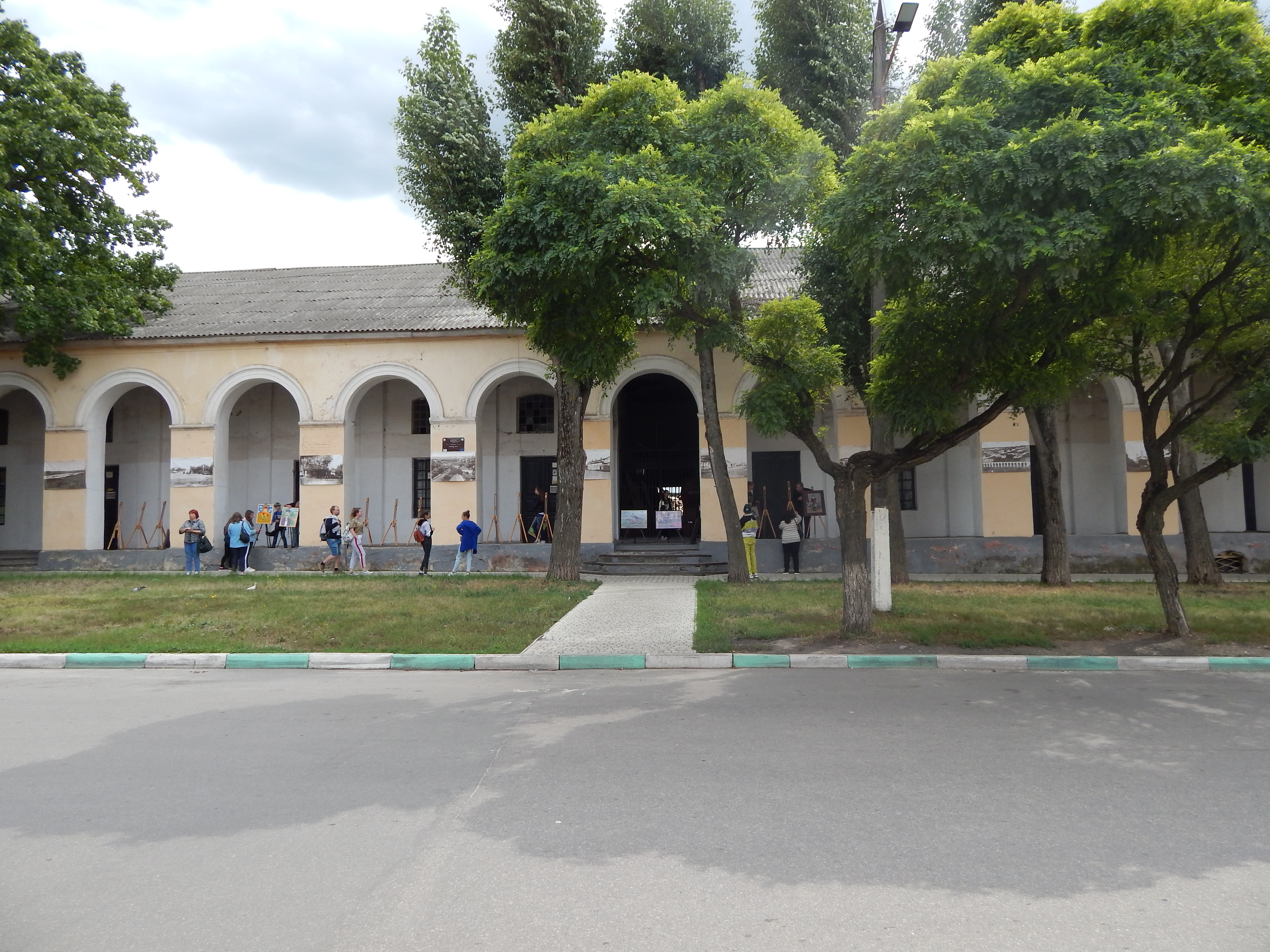
Торгові ряди

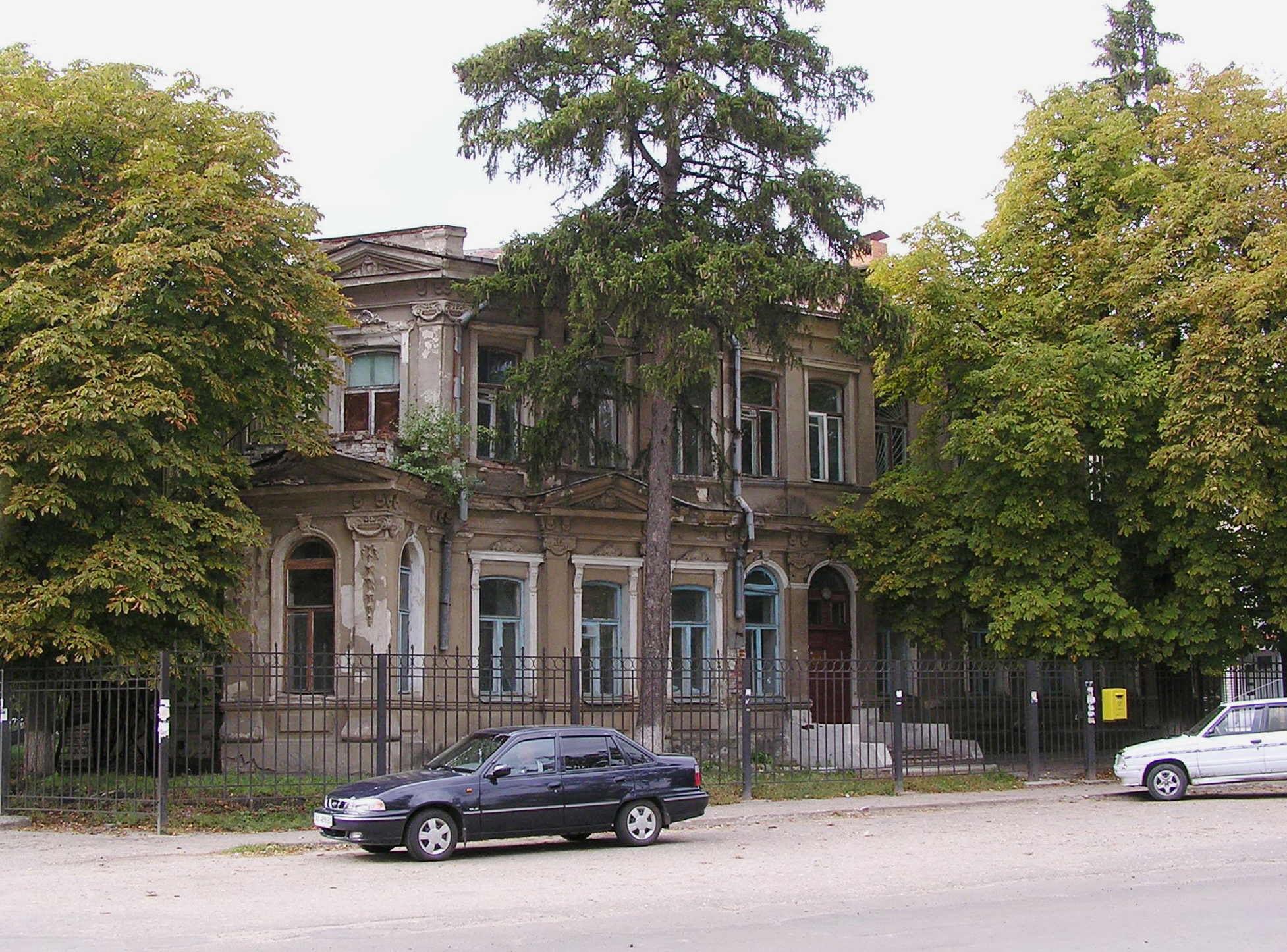
Особняк Кузьміної-Караваєвої

Чугуїв починався як військове поселення — таким він і залишався століття по тому. І навіть зараз в Чугуєві ХХІ століття можна віднайти риси міста ХІХ ст. Це єдине поселення в Україні, де збереглися планування та регулярна забудова центру військових поселень, виконана за проектами, розробленими петербурзькою архітектурною комісією військових поселень, а також 30 унікальних будинків з регламентованої забудови тих часів, серед них — ансамбль центральної площі. Ці будиночки, поєднані мурами, настільки схожі між собою, що, як жартував І. Рєпін, іноді навіть голуби помилялися двором.
1984 р. — відкрита галерея «Лауреати премії І. Ю. Рєпіна»
1996 р. — на базі меморіального музею створений історико-культурний заповідник ім. І. Ю. Рєпіна. Кількість туристів, що відвідують культурний заповідник — 16-20 тис. на рік.
З 2000 р. у Чугуєві проводиться міжнародний Рєпінський пленер за участю художників, що працюють у реалістичному стилі.
У 2019 році у місті мають встановити 2 пам'ятники на честь воїнів АТО, які за підсумками обласного відкритого студентського конкурсу на кращий проект пам'ятника захисникам України (учасникам АТО) отримали перемогу, — «Захисник Вітчизни» (автор — студент Харківського національного університету будівництва та архітектури Кирило Божок).

## Релігія
- Собор Покрова Пресвятої Богородиці (вул. Фортечний Узвіз, 5, м. Чугуїв)[17].
- Храм на честь ікони Божої Матері «Всіх скорботних Радість» (пл. Аграрна, 5, м. Чугуїв)[18].
- Храм святих Царствених мучеників (вул. Піщана 1б, с.Клугино-Башкирівка, Чугуївський р-н).
- Всіхскорбященський храм (Осинівка).
- Різдво-Богородицький храм.
- Миколаївська каплиця (кам'яна, Поділ, траса Харків — Донбас).
- Миколаївська каплиця (дерев'яна, Зачугівка).

## Житлово-комунальна сфера
Кількість вулиць — 211. Кількість будинків — 5118. Загальна площа житлового фонду міста — 8057,569 тис. м²;
Довжина:
- автомобільних доріг місцевого значення — 95,7 км;
- лінії електропередач — 189 км;
- водогінних мереж — 99,0 км;
- каналізаційних мереж — 39 км;
- газових мереж — 134 км.

## Об'єкти соціальної сфери
1. Дошкільна освіта:

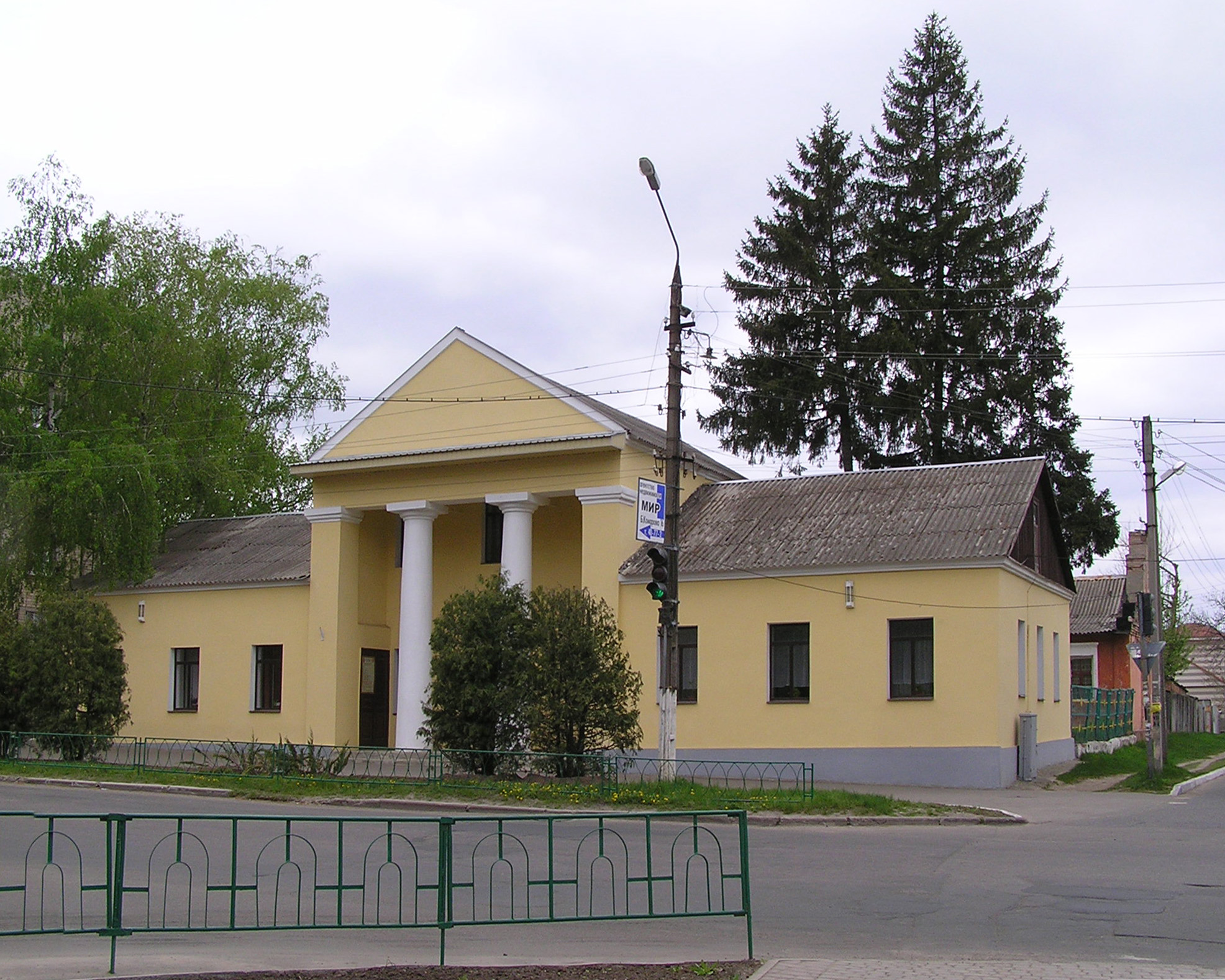
Чугуївський будинок дитячої та юнацької творчості

- - Чугуївський дошкільний навчальний заклад (ясла-садок) № 1[19];
  - Чугуївський дошкільний навчальний заклад (ясла-садок) № 3;
  - Чугуївський дошкільний навчальний заклад (ясла-садок) № 4;
  - Чугуївський дошкільний навчальний заклад (ясла-садок) № 8[20];
  - Чугуївський дошкільний навчальний заклад (ясла-садок) № 12[21];
  - Дошкільний підрозділ Чугуївського НВК № 6 (2 дошкільні групи)[22];
  - Дошкільний підрозділ Чугуївського НВК № 8 на 100 дітей;
  - Дошкільний навчальний заклад «ВЕСЕЛОЧКА» при ВЧ А0501;

У 2013—2014 навчальному році в місті функціонують 6 дошкільних навчальних закладів та 1 дошкільний підрозділ у складі НВК № 6, в них виховується 1 195 дошкільнят від 2 до 6 (7) років.
2. Загальна середня освіта включає 9 шкіл:
- - Чугуївська загальноосвітня школа І-ІІІ ступенів № 1 імені І. Ю. Рєпіна[25]
  - Чугуївська ЗОШ І-ІІІ ступенів № 2[26]
  - Чугуївська ЗОШ І ступеня № 3[27]
  - Чугуївська ЗОШ І-ІІ ступенів № 4[28]
  - Чугуївська гімназія № 5[29]
  - Чугуївський навчально-виховний комплекс № 6 імені тричі Героя Радянського Союзу І. М. Кожедуба[30]
  - Чугуївська ЗОШ І-ІІІ ступенів № 7
  - Чугуївська СШ І-ІІІ ступенів № 8 з поглибленим вивченням іноземних мов та ресурсною кімнатою для учнів з особливими потребами в рамках проекту з інклюзивної освіти[22]
  - Клугино-Башкирівська ЗОШ І-ІІІ ступенів[31]

3. Позашкільна освіта:
- - Чугуївський центр туризму та краєзнавства[32]
  - Чугуївський будинок дитячої та юнацької творчості[33]
  - Чугуївська дитячо-юнацька спортивна школа
  - Чугуївська міська центральна бібліотека

4. Профільні технічні училища:
- - Чугуївський професійний ліцей[34]
  - Чугуївський професійний аграрний ліцей[35]

## Спорт
Для любителів спорту у Чугуєві існує стадіон, що має 892 сидячих місця та бігові доріжки.

## Наука
У Чугуївському районі міститься радіотелескоп УТР-2, один із найбільших у світі. Спостереження з нього допомогли створити атлас зворотного боку Місяця.

## Телебачення
У Чугуївському районі знаходиться та здійснює мовлення «ТРК Слобожанка».

## Відомі люди

Пам'ятник Рєпіну в Чугуєві

Докладніше: Категорія:Персоналії:Чугуїв
Чугуїв — батьківщина художника Іллі Рєпіна (1844–1931). Увічнене місце, де народився майбутній автор картин «Запорожці пишуть листа турецькому султану», «Бурлаки на Волзі», «Садко», пейзажів рідного Дінця. Є картинна галерея, дім-музей І. Рєпіна. Є музей-заповідник, пам'ятник, Рєпінські місця.
- Юнаків Микола Леонтійович — генерал-полковник Армії УНР.[37]
- Малець Віктор — полковник Армії УНР.[37]
- Семен Альтман — український футбольний тренер.
- Бродніков Герман Миколайович (1996—2019) — старший солдат Збройних сил України, учасник російсько-української війни.
- Онищенко Сергій Іванович (1954) — генерал-полковник. Командувач Повітряних Сил Збройних Сил України (2010—2012).
- Демиденко Вадим Леонідович — майор, начальник штабу механізованого батальйону 92-ї окремої механізованої бригади. Загинув в Луганській області на «розтяжці» під час перевірки лісосмуги.
- Пудов Олексій Анатолійович (1984—2017) — молодший сержант Збройних сил України, учасник російсько-української війни.
- Дилевський Микола Михайлович (1904—2001) — український мовознавець.
- Чибісова Світлана Михайлівна — українська актриса, народна артистка УРСР.
- Волкова Олена Андріївна (1915—2013) — радянська і російська художниця.
- Сіґрід Шауман (1877—1979) — фінська художниця та мистецтвознавець.

5 серпня 1844 р. у Чугуєві народився великий художник І. Рєпін. У місті пройшли його дитячі і юнацькі роки, формувався характер і талант. 1969 р. — відкритий меморіальний музей І. Ю. Рєпіна;
Кажуть, що саме історія чугуївського повстання 1819 р., жорстоко придушеного владою, надихнула Миколу Гоголя на створення повісті «Тарас Бульба».
Чугуїв — батьківщина художника Івана Рашевського (1849—1921), композитора Андрія Рубцова (1849—1913), з історією міста пов'язане життя вченого-хірурга Єфрема Мухіна, письменників Олексія Євстаф'єва, Степана Александрова та його сина Володимира Александрова, поета Бориса Чичибабіна.
Чугуївське льотне училище закінчили тричі Герой СРСР Іван Кожедуб та 10 льотчиків-космонавтів, в тому числі Олексій Леонов.

## Міста-побратими
- Козениці, Польща
- Старий Сонч, Польща
- Клірфілд, США[38]
- Шато-Тьєррі, Франція
- Дандерюд, Швеція[39][40]

## Галерея

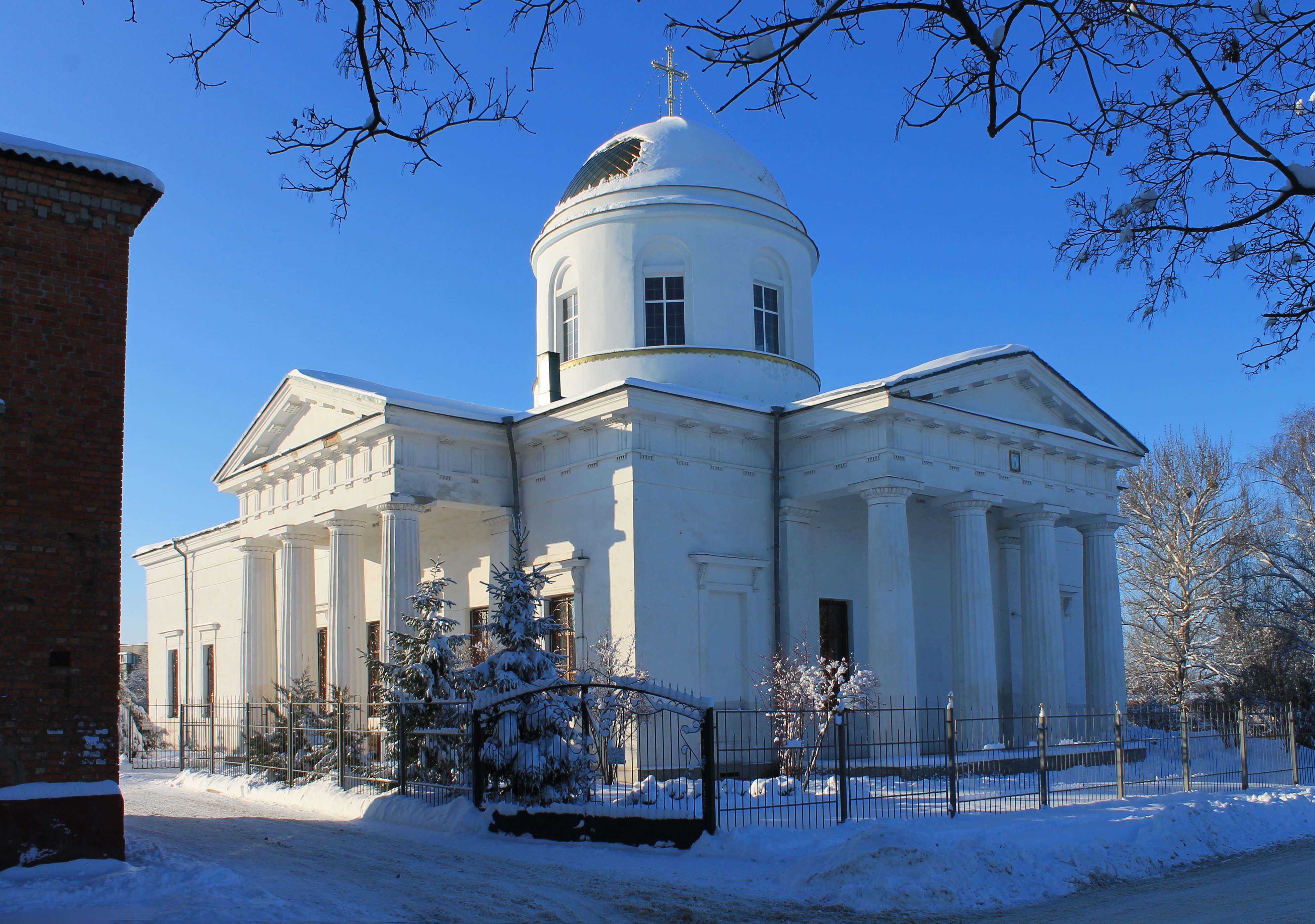
Покровський собор
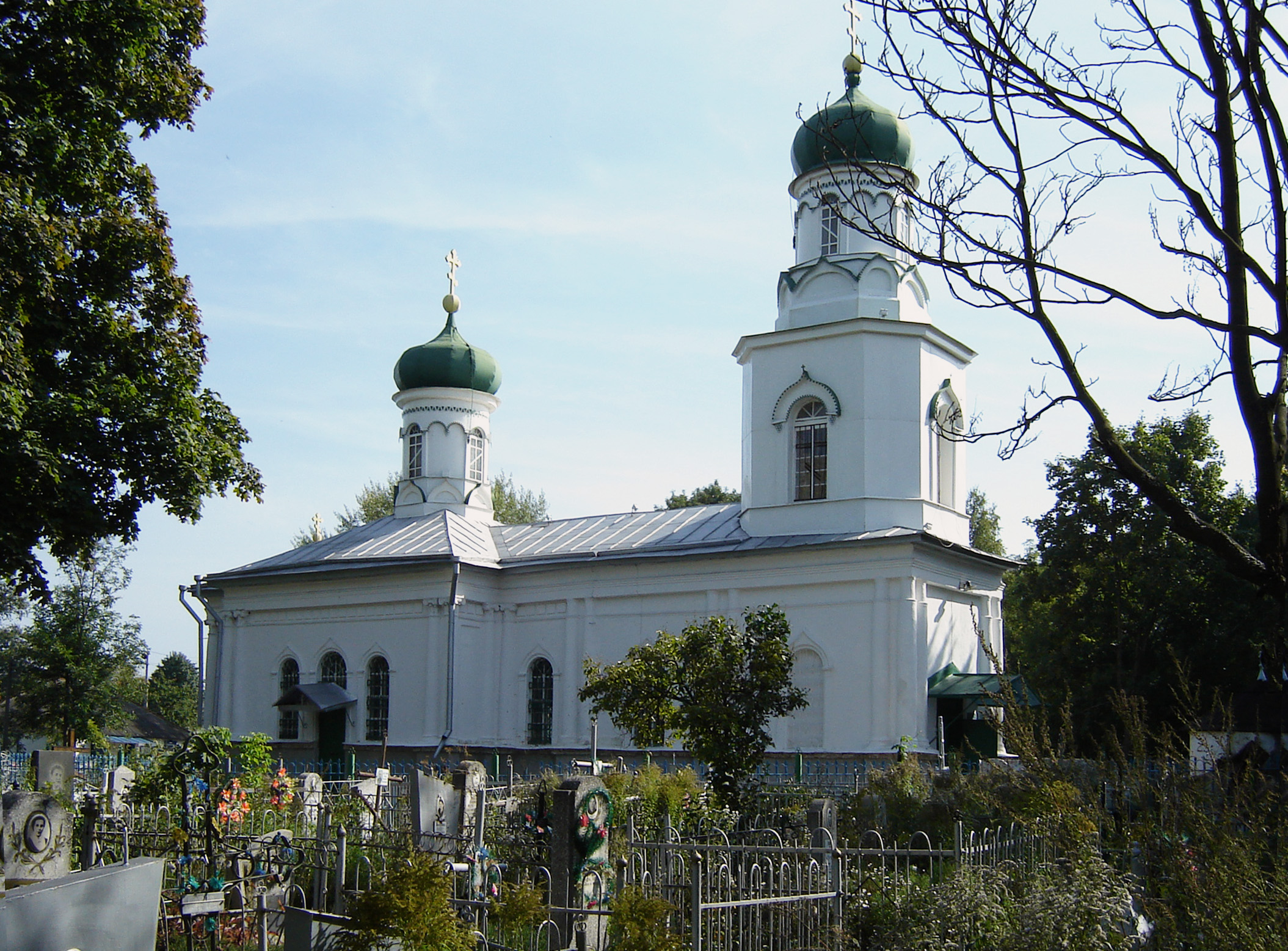
Церква Ікони Божої Матері
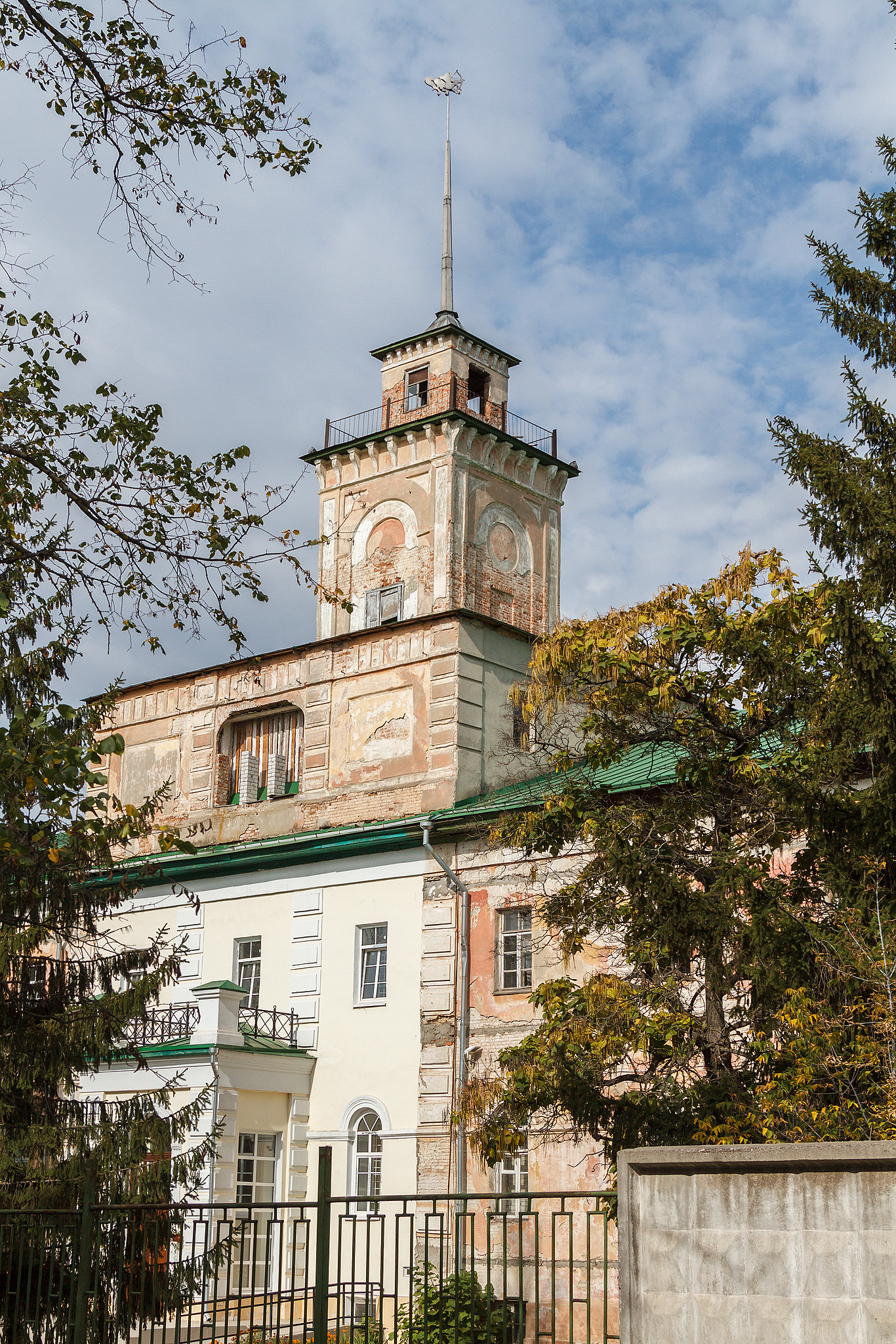
Штаб військових поселень
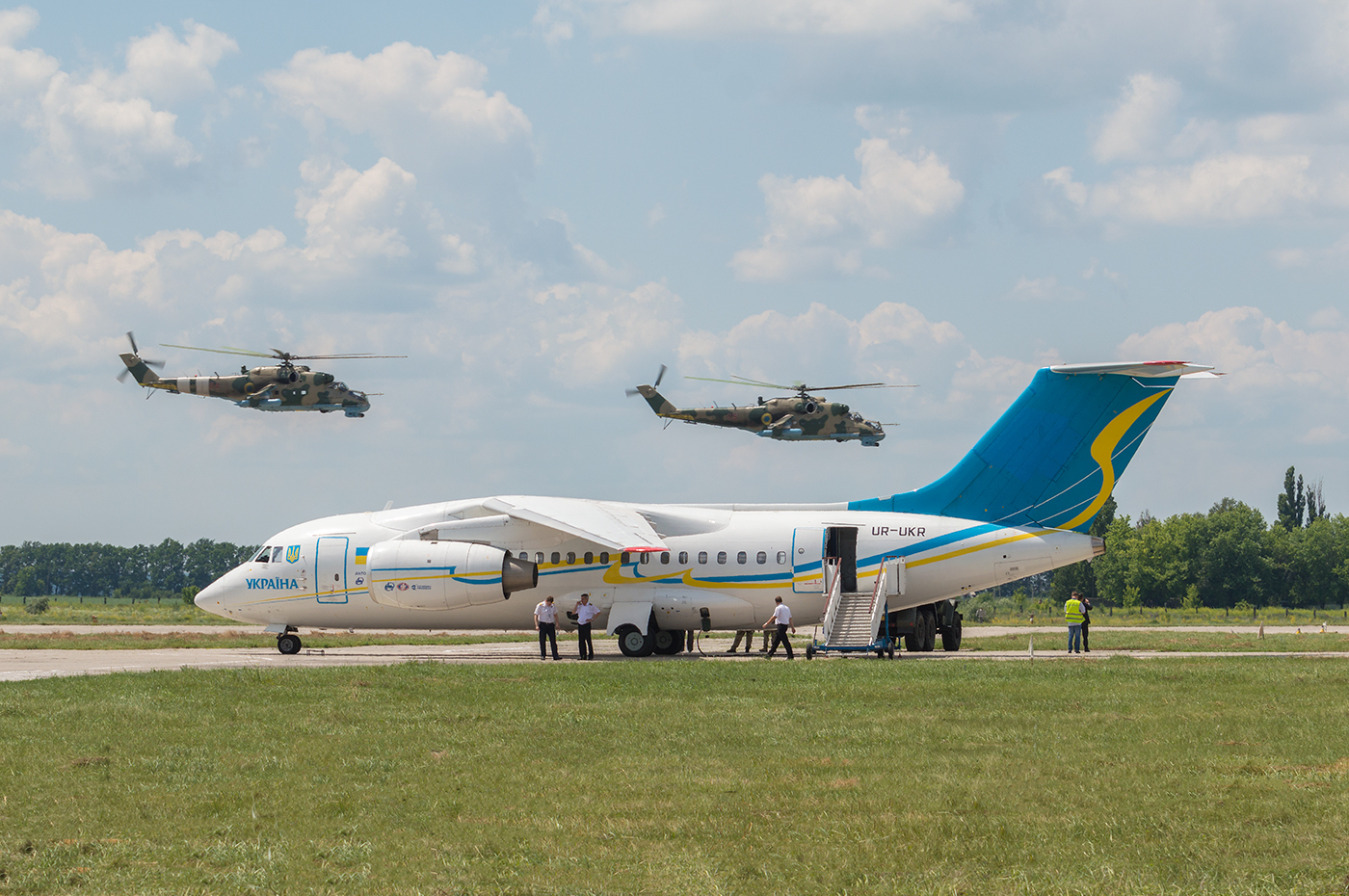
Чугуївська авіабаза
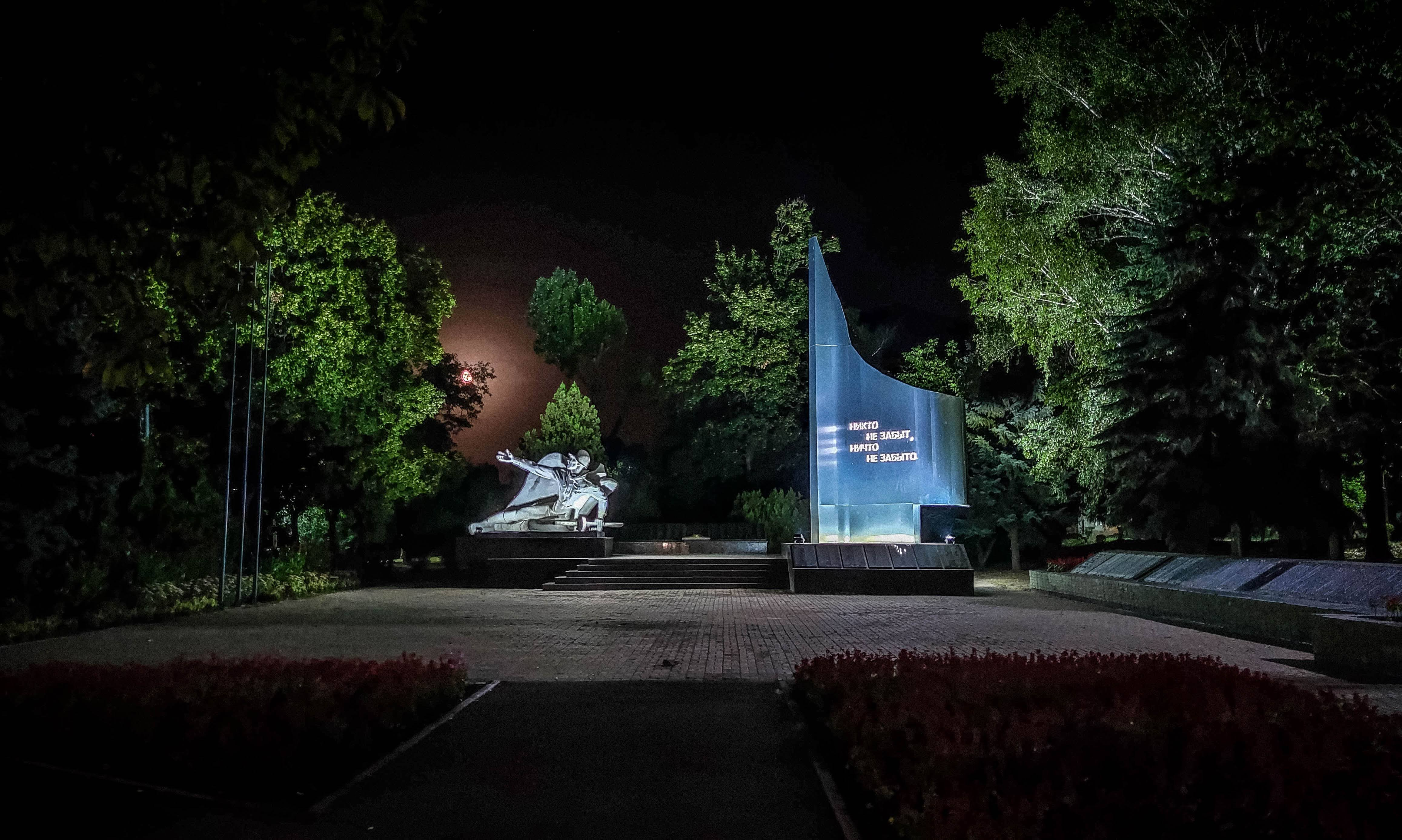
Меморіал слави
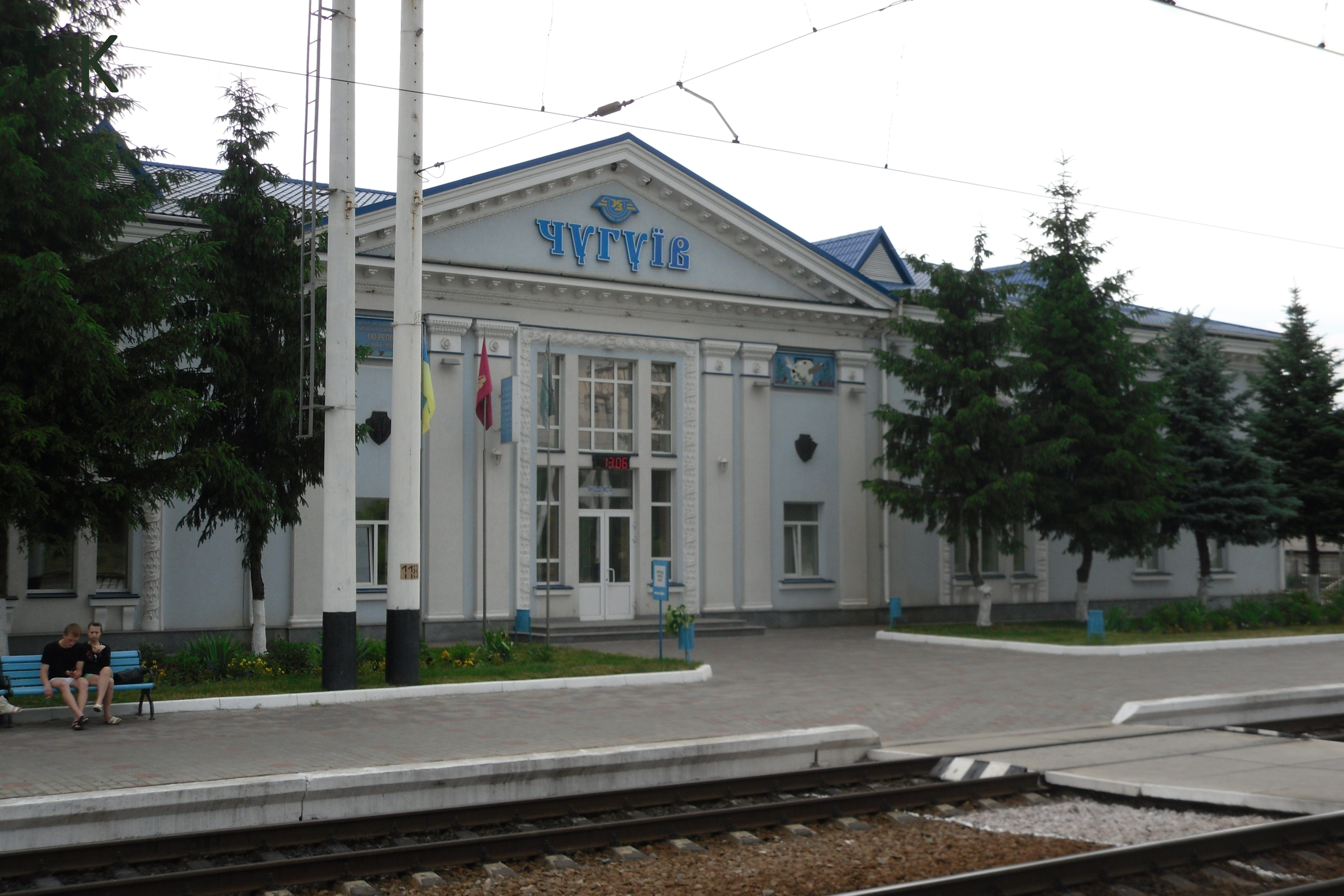
Вокзал